# 칵테일 (1988년 영화)
《칵테일》(영어: Cocktail)은 1988년에 개봉한 미국의 로맨틱 코미디 드라마 영화로, 동명 소설에 기반했다. 비치 보이스의 Kokomo가 1989년 제46회 골든 글로브상에서 주제가상 후보에 올랐으나, 제9회 골든 라즈베리상에서 최악의 작품상과 최악의 각본상을 받았고 최악의 남우주연상과 최악의 감독상 후보에 올랐다.

## 출연진
- 톰 크루즈 - 브라이언 플래너건 역
- 브라이언 브라운 - 더글러스 "더그" 코글린 역
- 엘리자베스 슈 - 조던 무니 역
- 리사 베인스 - 보니 역
- 로런스 러킨빌 - 리처드 무니 역: 조던의 아버지.
- 켈리 린치 - 케리 코글린 역
- 지나 거숀 - 코럴 역
- 론 딘 - 엉클 팻 역: 브라이언의 삼촌.
- 엘런 폴리 - 엘리너 역
- 제리 배먼 - 관광객 역
- 래리 블록 - 바 주인 역
- 폴 베네딕트 - 금융 수업 교수 역

## 우리말 녹음
KBS 성우진 (1992년 6월 13일)
- 오세홍 - 브라이언(톰 크루즈)
- 이정구 - 커글린(브라이언 브라운)
- 권희덕 - 조던(엘리자베스 슈)
- 김성희 - 케리(켈리 린치)
- 송연희 - 엘리너(엘런 폴리)
- 김병관 - 삼촌(론 딘)
- 김정희 - 보니(리사 베인스)
- 정동열 - 조던의 아버지(로런스 러킨빌)
- 유해무 - 대학 교수(폴 베네딕트)
- 김수경 - 코럴(지나 거숀)
- 김익태 - 대학 교수(잭 뉴먼)
- 박수옥 - 조던의 친구(앤드리아 모스)
- 장승길 - 여피 시인(켈리 코널)
- 김혜미 - 음식점 손님(리사 레포마텔)
- 홍시호 - 음식점 손님(애덤 퍼파로)
- 조달호
- 안종익
- 유동현